# Pseudotolida knausi
Pseudotolida knausi är en skalbaggsart som först beskrevs av Liljeblad 1945.  Pseudotolida knausi ingår i släktet Pseudotolida och familjen tornbaggar. Inga underarter finns listade i Catalogue of Life.